# La grieta (álbum)
La grieta es el octavo álbum de estudio de la banda argentina de heavy metal O'Connor, editado en octubre de 2016 por el sello Icarus Music. 

## Detalles
El álbum fue producido por Hernán García y cuenta con varios artistas invitados como Yulie Ruth, Walter Piancioli y Javier Retamozo. Representa el único disco en la carrera de Claudio O'Connor en contar con dos guitarristas fijos y el último con Hernán García como bajista y productor. También es el primer disco de estudio en seis años. 
El primer sencillo del disco fue el tema "Castigo y perdón" del cual se desprendió un videoclip un año antes de editarse el disco. El tema "Jinetes del rock" es, sin mencionarlo, un tributo a Black Sabbath, fragmentos de la letra hacen alusión a nombres y frases de temas de la banda británica, así como la composición nos transporta al sonido de Tony Iommi y su grupo. 

## Lista de temas
Todas las letras por Pablo Naydón. Toda la música por Hernán García a excepción de "Egos en Liquidación" por Hernán García y Fernando Cosenza.
1. Diminitudes
2. Hijos del hombre
3. Espejismos del Edén
4. Egos en liquidación
5. Jinetes del rock
6. Bendecido
7. Lo que más duele
8. Tu cosecha
9. Castigo y perdón
10. Vivimos

### Videoclips
- Castigo y perdón (2015)
- Diminitudes (2017)

## Personal

### Banda
- Claudio O'Connor - Voz
- Hernán García - Bajo, producción, voz en "Vivimos"
- Pablo Naydón - Batería
- Iván Iñiguez - Guitarra
- Fernando Cosenza - Guitarra

### Invitados
- Yulie Ruth - Guitarra acústica y voz en "Vivimos"
- Walter Renzo Piancioli - Piano en "Vivimos"
- Javier Retamozo - Teclados y clavicordio